# LASIK
LASIK, utläses Laser-assisted in situ keratomileusis, är en laserbehandling för ögonen som permanent kan åtgärda vissa typer av synfel (exempelvis närsynthet och översynthet). LASIK fungerar då som en ersättning till glasögon och/eller kontaktlinser.
Behandlingsformen utvecklades under 1990-talet av doktor Lucio Buratto (från Italien) och doktor Ioannis Pallikaris (från Grekland). Andelen patienter som efter 6 månader lider av någon form av biverkningar uppskattas till mellan 3 % och 6 %. Biverkningar kan vara exempelvis för stor korrigering åt något håll, torra ögon, känslighet för ljus, dubbelseende, astigmatism, halo-effekter eller starburst-effekter. Halo gör att en ljuskälla upplevs omges av en aura av ljus. Starburst visar sig som strålar som kommer från ljuskällan och sprider sig utåt, ungefär som tecknade solstrålar. Många bieffekter kan vara mycket obehagliga och permanenta, varför den som funderar på Lasik bör vara väl informerad om riskerna.